# 1938 w filmie
Wydarzenia filmowe w 1938 roku.

## Wydarzenia
- Dubbing pierwszego filmu animowanego w Polsce – Królewna Śnieżka i siedmiu krasnoludków.

## Premiery

### Filmy polskie
- 1 stycznia – Droga młodych
- 1 stycznia – Kościuszko pod Racławicami – reż. Józef Lejtes (Tadeusz Białoszczyński, Elżbieta Barszczewska)
- 12 stycznia – Robert i Bertrand – reż. Mieczysław Krawicz
- 5 marca – Królowa przedmieścia – reż. Eugeniusz Bodo (Helena Grossówna, Aleksander Żabczyński)
- 15 marca – Kobiety nad przepaścią – reż. Michał Waszyński, Emil Chaberski
- 18 marca – Dziewczyna szuka miłości – reż. Romuald Gantkowski
- 7 kwietnia – Szczęśliwa trzynastka – reż. Marian Czauski (Stanisław Sielański, Helena Grossówna)
- 5 maja – Za zasłoną – reż. Tadeusz Chrzanowski
- 16 czerwca – Wrzos (film) – reż. Juliusz Gardan
- 23 lipca – Ludzie Wisły – reż. Aleksander Ford, Jerzy Zarzycki
- 8 września – Druga młodość – reż. Michał Waszyński
- 14 września – List do matki – reż. Józef Green, Leon Trystan
- 15 września – Paweł i Gaweł – reż. Mieczysław Krawicz (Eugeniusz Bodo, Adolf Dymsza)
- 20 września – Ostatnia brygada – reż. Michał Waszyński
- 24 września – Mateczka – reż. Konrad Tom, Józef Green
- 18 października – Profesor Wilczur – reż. Michał Waszyński (Mieczysława Ćwiklińska, Aleksander Bardini)
- 28 października – Florian – reż.  Leonard Buczkowski
- 29 października – Gehenna – reż. Michał Waszyński
- 29 października – Granica – reż. Józef Lejtes
- 31 października – Strachy – reż.  Eugeniusz Cękalski, Karol Szołowski (Hanna Karwowska)
- 5 listopada – Zapomniana melodia – reż. Konrad Tom (Aleksander Żabczyński, Helena Grossówna)
- 22 grudnia – Rena – reż. Michał Waszyński
- 22 grudnia – Serce matki – reż. Michał Waszyński
- 23 grudnia – Moi rodzice rozwodzą się – reż. Mieczysław Krawicz (Jadwiga Andrzejewska, Maria Gorczyńska, Kazimierz Junosza-Stępowski)
- 25 grudnia – Sygnały – reż. Józef Lejtes
- 29 grudnia – Za winy niepopełnione – reż. Eugeniusz Bodo

### Filmy zagraniczne
- Panika w hotelu (Room Service) – reż. William A. Seiter (bracia Marx)
- Przygody Robin Hooda (The Adventures of Robin Hood) – reż. William Keighley (Errol Flynn, Olivia de Havilland)
- Starsza pani znika (The Lady Vanishes) – reż. Alfred Hitchcock (Margaret Lockwood, Michael Redgrave)
- Aleksander Newski (Aleksandr Nevsky) – reż. Siergiej Eisenstein (Nikołaj Czerkasow)
- Jezebel – reż. William Wyler (Bette Davis, Henry Fonda)
- Cieszmy się życiem (You Can't Take It With You) – reż. Frank Capra (Jean Arthur, James Stewart)
- Doctor Rhythm – reż. Frank Tuttle (Bing Crosby, Mary Carlisle, Beatrice Lillie, Andy Devine)
- Sing You Sinners – reż. Wesley Ruggles (Bing Crosby, Ellen Drew, Fred MacMurray, Donald O’Connor)
- Tarzan and the Green Goddess – reż. Edward A. Kull, Wilbur McGaugh
- Sex Madness – reż. William Curran, Dwain Esper

## Nagrody filmowe
- Oskary
  - Najlepszy film – Cieszmy się życiem
  - Najlepszy aktor – Spencer Tracy (Miasto chłopców)
  - Najlepsza aktorka – Bette Davis (Jezebel)
  - Wszystkie kategorie: Oskary w roku 1938

## Urodzili się
- 1 stycznia:
  - Józef Skwark, polski aktor (zm. 2022)
  - Frank Langella, amerykański aktor
- 5 stycznia – Lindsay Crosby, amerykański piosenkarz i aktor (zm. 1989)
- 6 stycznia – Adriano Celentano, włoski piosenkarz i aktor
- 15 stycznia – Barbara Wrzesińska, polska aktorka
- 4 lutego – Zygmunt Malanowicz, polski aktor
- 13 lutego – Oliver Reed, brytyjski aktor (zm. 1999)
- 18 lutego – István Szabó, węgierski reżyser
- 28 marca – Zofia Saretok, polska aktorka (zm. 2013)
- 15 kwietnia – Claudia Cardinale, włoska aktorka
- 30 kwietnia – Juraj Jakubisko, słowacki reżyser, scenarzysta i operator filmowy (zm. 2023)
- 5 maja – Jerzy Skolimowski, polski reżyser
- 10 maja – Marina Vlady, francuska aktorka
- 15 maja – Mireille Darc, francuska aktorka (zm. 2017)
- 8 lipca – Jerzy Kamas, polski aktor (zm. 2015)
- 20 lipca: 
  - Diana Rigg, angielska aktorka (zm. 2020)
  - Natalie Wood, amerykańska aktorka (zm. 1981)
- 14 sierpnia – Beata Tyszkiewicz, polska aktorka
- 23 września – Romy Schneider,  aktorka austriacka (zm. 1982)
- 16 października – Nico, aktorka, piosenkarka i modelka (zm. 1988)
- 22 października – Christopher Lloyd, amerykański aktor
- 31 października – Bohdan Łazuka, polski aktor
- 13 listopada – Jean Seberg, aktorka (zm. 1979)
- 16 grudnia – Liv Ullmann, norweska aktorka
- 29 grudnia – Jon Voight, amerykański aktor, ojciec Angeliny Jolie

## Zmarli
- 21 stycznia – Georges Méliès, francuski reżyser filmowy, pionier kina
- 21 lutego – Janina Janecka, polska aktorka komediowa
- Marta Flantz, polska aktorka niemieckojęzyczna i reżyserka filmowa